# 科莫湖水怪
科莫湖水怪名叫拉里奥索罗是生存于意大利科莫湖的湖怪。它的名称来源于鸥龙（Lariosaurus balsami），鸥龙的化石发现于该湖。最早的目击报告是在1946年，关于它的描绘也有很多版本，不过特征大多集中在 “鳄鱼的头”，“鲟鱼的身体”,“尖利的蹼爪”这几个词汇中。有人指出，科莫湖水怪可能只是一个骗局，但更多的人相信它的存在。